# Berluti

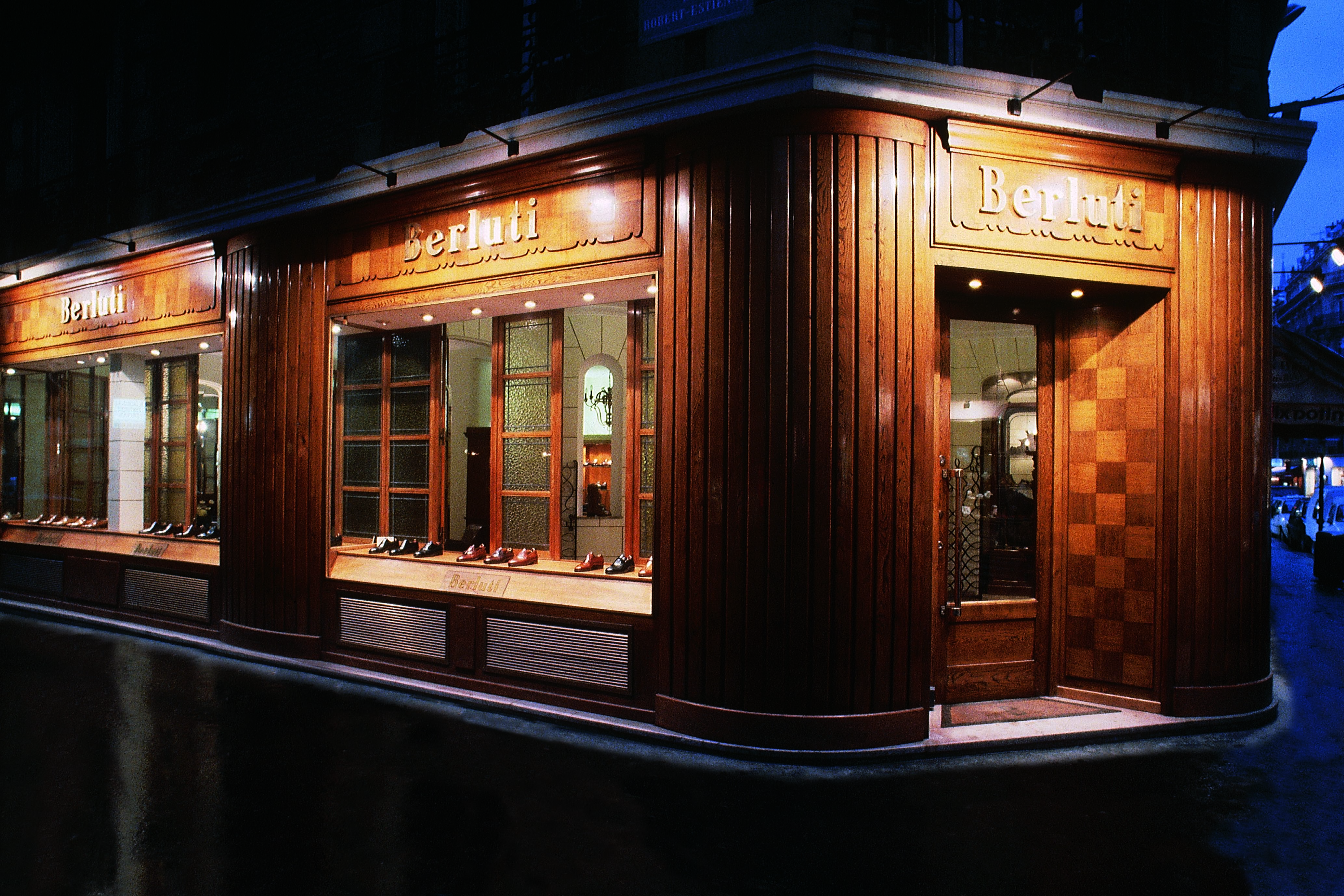
Магазин Berluti в Париже

Берлути (итал. Berluti) — известный европейский производитель мужской обуви, одежды и аксессуаров из кожи класса «люкс».
С 1993 года входит в состав французского концерна LVMH. До февраля 2016 года креативным директором компании являлся Алессандро Сартори, которого сменил Хайдер Аккерман. В настоящее время бренд Berluti возглавляет сын владельца LVMH Антуан Арно, креативным директором в апреле 2018 года назначен Крис Ван Аш. 
Среди клиентов — Джон Кеннеди, Ив Сен Лоран, Фрэнк Синатра, Роберт де Ниро, Ален Делон и др. Для Энди Уорхола была создана модель мокасин, названная его именем. Обувь и аксессуары Берлути шьются вручную из специальной кожи Venezia и затем патинируются для достижения глубоких оттенков цвета.

## История бренда
Марка Berluti была основана в 1895 году в Париже итальянцем Алессандро Берлути. Расцвет его творчества пришелся на эпоху символистов и ар-нуво — времени, которое сильно изменило подход к созданию мужской одежды и обуви. Перед Алессандро Берлути, как и перед другими мастерами на рубеже XIX и XX веков, стояла задача соединить культурные коды высшего общества с гардеробом нового джентльмена. Необычный для того времени дизайн, высочайшего качества кожа и невероятно комфортная колодка полностью отвечали вызову эпохи. Сын Алессандро Берлути Торелло и внук Талбинио продолжили работу над созданием совершенной пары Berluti. При них марка получила международное признание. В конце 1950-х годов Талбинио Берлути запустил в производство линию готовой обуви, которая сохраняла высочайшее качество сшитых по индивидуальному заказу моделей, но была гораздо более доступной по цене.
Ольга Берлути, представитель четвертого поколения семьи, присоединилась к работе над коллекциями марки в 1959 году. Она привнесла множество инноваций. Одной из них стало изобретение «венецианской кожи» — специального вида обработки, при которой кожа получала особую прозрачность, которая с тех пор является характерной чертой кожаных изделий, выпущенных под маркой Berluti.
1962 году Ольга Берлути познакомилась с Энди Уорхолом. Художник вдохновил ее на создание лоферов. Воспринимавшиеся тогда чуть ли не как экстравагантный жест, сейчас лоферы Berluti — классическая модель марки.
В 1980-х годах подход к классической мужской обуви был достаточно консервативным. Пара ботинок могла быть только черного, коричневого или, на крайний случай, бордового цвета. Мастера Berluti стали активно использовать разноцветную кожу. Были специально разработаны и запатентованы такие цвета, как кокосовый, цвет осенних листьев, дымчато-серый и другие оттенки со столь же поэтичными названиями, которые произвели мини-революцию в мире классической мужской обуви.
В 2011 году креативным директором Berluti стал Алессандро Сартори. И именно с этого года компания начала создавать не только коллекции обуви и аксессуаров (выпускаются с 2005 года), но и мужскую одежду. Рассуждая о возможности соединения традиций искусства изготовления обуви и пошива одежды, Алессандро Сартори подчеркивает, что между портными и сапожниками существует масса различий, но, в то же время, их многое связывает: «Мы пришли из одного и того же великого мира ручного труда и одинаково стремимся к исключительности, совершенству, стилю и бесконечному уважению к клиенту». 